# Députation provinciale de Ségovie
La députation provinciale de Ségovie, ou plus simplement la députation de Ségovie, est l'organe institutionnel propre à la province de Ségovie qui assure les différentes fonctions administratives et exécutives de la province.
Il comprend toutes les communes de la province et l'une de ses fonctions les plus importantes est d'aider au financement des communes pour la construction d'ouvrages publics et de coordonner l'action municipale.
Son siège est situé à Ségovie. Son président est un conseiller municipal conservateur de Ségovie Francisco Vázquez Requero.

## Histoire
La députation est créée en 1813 comme conséquence de la division de l'Espagne en provinces. Elle s'occupait alors des chantiers publics, de l'éducation, de la bienfaisance et servait d'intermédiaire entre les communes et l'État.

## Liste des présidents
| Période | Période | Parti | Parti | Président                 |
| ------- | ------- | ----- | ----- | ------------------------- |
| 1979    | 1979    |       | UCD   | Leónides González Oviedo  |
| 1979    | 1987    |       | UCD   | Rafael de las Heras Mateo |
| 1987    | 1991    |       | PSOE  | Javier Reguera García     |
| 1991    | 2003    |       | PP    | Atilano Soto Rábanos      |
| 2003    | 2011    |       | PP    | Javier Santamaría Herranz |
| 2011    |         |       | PP    | Francisco Vázquez Requero |

## Assignation des sièges par district judiciaire
Conformément à la Loi organique du régime électoral (LOREG), les députés provinciaux sont répartis dans chaque district judiciaire de la manière suivante :
| District judiciaire          | Sièges |
| ---------------------------- | ------ |
| Cuéllar                      | 4      |
| Riaza                        | 1      |
| Santa María la Real de Nieva | 3      |
| Ségovie                      | 15     |
| Sepúlveda                    | 2      |

## Composition 2015 - 2019
La députation provinciale de Ségovie est composée de 25 membres pour la législature 2015 - 2019. Les députés provinciaux sont désignés par chaque formation politique dans chaque district judiciaire après la célébration des élections locales du 24 mai 2015 comme le prévoit la Loi organique du régime électoral général (LOREG).
| Parti | Parti                             | Voix   | %     | Conseillers municipaux | Députés |
| ----- | --------------------------------- | ------ | ----- | ---------------------- | ------- |
|       | Parti populaire                   | 34 128 | 40,29 | 668                    | 13 / 25 |
|       | Parti socialiste ouvrier espagnol | 29 855 | 35,24 | 333                    | 10 / 25 |
|       | UPyD                              | 3 772  | 4,45  | 19                     | 1 / 25  |
|       | Ciudadanos                        | 3 145  | 3,71  | 15                     | 1 / 25  |

### Liste des députés
| Parti          | Parti | Fonction                       | Nom                                | District judiciaire                   | Mandat                                 |
| -------------- | ----- | ------------------------------ | ---------------------------------- | ------------------------------------- | -------------------------------------- |
|                | PP    | Président                      | Francisco Vázquez Requero          | Ségovie                               | Conseiller de Ségovie                  |
| Vice-président | PP    | Miguel Ángel de Vicente Martín | Ségovie                            | Maire de Collado Hermoso              |                                        |
| Député         | PP    | José Luis Sanz Merino          | Ségovie                            | Conseiller de Escalona del Prado      |                                        |
| Député         | PP    | Basilio del Olmo Alonso        | Supúlveda                          | Maire de Barbolla                     |                                        |
| Députée        | PP    | Sara Dueñas Herranz            | Ségovie                            | Conseillère de La Losa                |                                        |
| Députée        | PP    | Magdalena Rodríguez Gómez      | Ségovie                            | Maire d'Abades                        |                                        |
| Député         | PP    | Jaime Pérez Esteban            | Santa María la Real de Nieva       | Maire de Santa María la Real de Nieva |                                        |
| Député         | PP    | Jesús García Pastor            | Cuéllar                            | Maire de Cuéllar                      |                                        |
| Député         | PP    | Dionisio García Esteban        | Cuéllar                            | Maire de Chañe                        |                                        |
| Député         | PP    | Oscar Benito Moral Sanz        | Ségovie                            | Maire de San Cristóbal de Segovia     |                                        |
| Député         | PP    | Antonio Sanz García            | Cuéllar                            | Conseiller de Frumales                |                                        |
| Député         | PP    | José Antonio García Gil        | Santa María la Real de Nieva       | Maire de Martín Muñoz de las Posadas  |                                        |
| Député         | PP    | Rafael Fernández Martín        | Riaza                              | Maire de Fresno de Cantespino         |                                        |
|                | PSOE  | Porte-parole                   | Jesús Manuel Yubero Fuentes        | Santa María la Real de Nieva          | Maire de Sangarcía                     |
| Député         | PSOE  | Alberto Serna Barrero          | Ségovie                            | Conseiller de Vegas de Matute         |                                        |
| Députée        | PSOE  | Yolanda Torrego Llorente       | Ségovie                            | Conseillère de Cantimpalos            |                                        |
| Député         | PSOE  | Borja Lavandera Alonso         | Ségovie                            | Maire de Trescasas                    |                                        |
| Député         | PSOE  | Carlos Fraile de Benito        | Cuéllar                            | Conseiller de Cuéllar                 |                                        |
| Députée        | PSOE  | Concepción Rubio Alonso        | Ségovie                            | Adjointe de El Espinar                |                                        |
| Député         | PSOE  | José Antonio Mateo Otero       | Ségovie                            | Conseiller de Ségovie                 |                                        |
| Député         | PSOE  | José Luis Vázquez Fernández    | Ségovie                            | Maire de Real Sitio de San Ildefonso  |                                        |
| Députée        | PSOE  | María Gloria Hernando Luciáñez | Ségovie                            | Conseillère de Bernuy de Porreros     |                                        |
| Député         | PSOE  | Máximo San Macario de Diego    | Sepúlveda                          | Maire de Cantalejo                    |                                        |
|                | UPyD  | Porte-parole                   | Juan Ángel Ruíz Martínez           | Ségovie                               | Conseiller de San Cristóbal de Segovia |
|                | Cs    | Porte-parole                   | María del Socorro Cuesta Rodríguez | Ségovie                               | Maire de Espirdo                       |